# Chasey Lain
Chasey Lain pseudonimo di Tiffany Anne Jones (Newport, 7 dicembre 1971) è un'ex attrice pornografica statunitense.

## Biografia
Cresciuta a Newport, diviene una spogliarellista sin da giovane riscuotendo un notevole successo, quindi intraprende una incredibile carriera in California, recitando in svariati film erotici e con apparizioni per alcuni film dei principali circuiti cinematografici. Nel 2002, Lain è comparsa nella lista delle migliori 50 pornostar di tutti i tempi per la rivista degli AVN.
Il suo primo film per adulti è stato Wild at Heart nel 1991 (da non confondere con l'omonimo film di David Lynch del 1990) con sole donne. Nel 1993, Chasey prende parte al suo primo film hard-core, The Original Wicked Woman, per la Wicked Pictures, divenuto famoso per essere stato il primo video per adulti a documentare un intervento al seno.
Nel 1994, sottoscrive un contratto con la Vivid Entertainment, con la quale realizza i suoi maggiori successi come Chasey Loves Rocco e Chasey Saves the World. Realizza inoltre Chasin' Pink, una propria serie di video lesbo. Alcune delle principali apparizioni al di fuori del cinema per adulti sono state Tales from the Crypt's Demon Knight (1995), Orgazmo di Trey Parker (1997), e He Got Game di Spike Lee (1998).
Nel 2000, il gruppo Bloodhound Gang rilascia una canzone intitolata "The Ballad of Chasey Lain" riguardo ad un ammiratore ossessivo della Lain che le scrive una serie di lettere dai contenuti sessualmente espliciti.
Nel 2002, realizza il suo ultimo film con la Vivid Entertainment, Chasin' Pink 6, e decide di prendersi una pausa. Fa il suo ritorno due anni dopo, nel 2004, con Chasey's Back. Chasey prosegue realizzando la sua prima scena interrazziale con Mr. Marcus in Black in White 2 nel 2005.
Il 10 febbraio 2007, Chasey Lain fonda una nuova compagnia, "Forbidden Cinema", per produrre Chasey Reloaded, il suo ritorno nel cinema per adulti. Nel 2009 ha girato le sue ultime scene. Nel 2017 è apparsa nella seconda edizione del documentario pornografico "After Porn Ends 2" che racconta la vita quotidiana di ex star dell'industria a luci rosse.

## Vita privata
Lain ha un figlio di nome Thomas, nato nel 1998.

## Riconoscimenti
- AVN Awards
  - 2003 – Hall of Fame[7]
- XRCO Award
  - 1996 – Best Group Sex Scene per New Wave Hookers 4 con Misty Rain, Marilyn Martyn, Yvonne, Marc Wallice, Mark Davis, Nick East, Tony Tedeschi, T.T. Boy[8]

## Filmografia
- County Line (1993)
- Fantasy Women (1993)
- Hot Bodies In Bondage (1993)
- Original Wicked Woman (1993)
- Real TIckeTS 1 (1993)
- Adult Video News Awards 1994 (1994)
- Busty Biker Babes (1994)
- Covergirl (1994)
- Domination (1994)
- Film Buff (1994)
- New Wave Hookers 4 (1994)
- Restrained By Desire (1994)
- Sex 1 (1994)
- Strictly For Pleasure (1994)
- Submission (1994)
- Wicked As She Seems (1994)
- Big Busted Dream Girls (1995)
- Chasey Revealed (1995)
- Chasin the Fifties (1995)
- Hawaii (1995)
- Real TIckeTS 2 (1995)
- Scrue (1995)
- Sex 2 Fate (1995)
- White Wedding (1995)
- Wicked at Heart (1995)
- Adult Video News Awards 1996 (1996)
- Chasey Loves Rocco (1996)
- Chasey Saves The World (1996)
- Girls Loving Girls (1996)
- House On Chasey Lane (1996)
- Internal Affairs (1996)
- Interview With A Vibrator (1996)
- Lethal Affairs (1996)
- Once In A Lifetime (1996)
- Sex Plays (1996)
- View Point (1996)
- Vivid's Bloopers And Boners (1996)
- American Dream Girls 21 (1997)
- Captured On Camera (1997)
- Cum For Me (1997)
- Daily Nudes (1997)
- Dirty Bob's Xcellent Adventures 29 (1997)
- Las Vegas Revue '97 (1997)
- Nice The Naughty And The Bad (1997)
- Nymph (1997)
- Orgazmo (1997)
- Trashy (II) (1997)
- Where the Boys Aren't 9 (1997)
- Women Loving Women (1997)
- Chasin Pink 1 (1998)
- Chasin Pink 2 (1998)
- Chasin Pink 3 (1998)
- Chasin Pink 4 (1998)
- Freak (1998)
- Best of the Vivid Girls 30 (2000)
- Chasin Pink 5 (2001)
- Sky: Extreme Close Up (2001)
- 4 A Good Time Call (2002)
- Chasin Pink 6 (2002)
- California Creamin (2003)
- Eye Spy: Chasey Lain (2003)
- Fire in the Hole (2003)
- Girls Only: Cheyenne (2003)
- Virgin Porn Stars 3 (2003)
- Chasey Meets Krystal (2004)
- Chasey's Back (2004)
- Fan Sexxx: Pure Gold Pussy (2004)
- I Dream Of Chaisey (2004)
- Lickity Slit (2004)
- Real Nikki Tyler, The (2004)
- And The Envelope Please Chasey Lain (2005)
- Black in White 2 (2005)
- Chasey Lain Smokin' (2005)
- Chasey Lain's X Marks the Spot (2005)
- Clam Smackers (2005)
- Desperately Horny Housewives (2005)
- Guide to Eating Out (2005)
- Hollywood Porn Hookers 1 (2005)
- Lettin' Her Fingers Do The Walking (2005)
- Lust Connection (2005)
- Miami Pink (2005)
- Pussy Foot'n 12 (2005)
- Sex For The Viewer (2005)
- Teanna Does Chaisey And Lilly (2005)
- What is Erotic? (2005)
- Breaking and Entering (2006)
- Breast Obsessed (2006)
- Chasey Reloaded (2006)
- Chasey's Lipstick Lesbians (2006)
- How the West Was Hung (2006)
- Picture Perfect (2006)
- X-Rated MILFs (2006)
- Chasey's MILF Centerfolds (2007)
- Mother May I? (2007)
- Star 69: DD (2007)
- Chasey Lain: MILF Trainer (2008)
- Girlicious (2008)
- More MILF Please (2009)
- Cougar Tales 2 (2010)
- For Her Tongue Only (2010)